# Frederick Gilroy
Frederick "Freddie" Gilroy, född 7 mars 1936 i Belfast, död 28 juni 2016 i Belfast, var en irländsk boxare.
Gilroy blev olympisk bronsmedaljör i bantamvikt i boxning vid sommarspelen 1956 i Melbourne.